# Ротала
Рота́ла (лат. Rotala) — род цветковых растений, относящийся к семейству Дербенниковые (Lythraceae).

## Ботаническое описание
Однолетние и многолетние травянистые растения, часто водные или гигрофиты, с голыми, ползучими, прямостоячими или плавающими, нередко ребристыми стеблями. Листья собранные в мутовки, как правило, сидячие, без прилистников. Прицветные листья сходные с нижними или же более мелкие и иной формы.
Цветки актиноморфные, обыкновенно четырёхчленные, одиночные в пазухах прицветных листьев, в верхушечном колосе или в колосовидных соцветиях на концах боковых веточек, сидячие или на коротких цветоножках. В основании цветков расположены по два прицветничка. Чашечка с 3—6 дельтовидными чашелистиками, подчашие имеется у некоторых видов. Лепестки венчика розоватые или белые, иногда отсутствуют. Тычинки в числе 1—6. Завязь 2—4-гнёздная, рыльце головчатое.
Плод — коробочка, растрескивающаяся створками, с многочисленными мелкими коричневыми семенами яйцевидно-эллиптической формы.

## Ареал
Широко распространённый в тропических и умеренных регионах мира род растений.

## Значение
Некоторые виды (ротала индийская, ротала круглолистная) — водные сорные растения. Ротала индийская часто используется в аквариумистике.

## Таксономия
Научное название рода образовано от лат. rotalis — «имеющий колёса», что относится к мутовчатому расположению листьев у многих видов.
Rotala L., Mant. Pl. Altera 143 (1771).

### Синонимы
- Ameletia DC., 1826
- Hoshiarpuria Hajra et al., 1985
- Hydrolythrum Hook.f., 1867
- Nexilis Raf., 1838, nom. superfl.
- Quartinia Endl., 1842, nom. illeg.
- Rhyacophila Hochst., 1841, nom. illeg.
- Sellowia Schult., 1819
- Winterlia Spreng., 1824, nom. illeg.

### Виды
- Rotala anamika Lemiya
- Rotala andamanensis S.P.Mathew & Lakshmin.
- Rotala belgaumensis S.R.Yadav et al.
- Rotala capensis (Harv.) A.Fern. & Diniz
- Rotala cheruchakkiensis Anto et al.
- Rotala cookii K.T.Joseph & Sivar.
- Rotala cordata Koehne
- Rotala densiflora (Roem. & Schult.) Koehne — Ротала густоцветная
- Rotala dhaneshiana Sunil et al.
- Rotala diandra (F.Muell.) F.Muell.
- Rotala dinteri Koehne ex Schinz
- Rotala elatinoides (DC.) Hiern
- Rotala filiformis (Bellardi) Hiern
- Rotala fimbriata Wight
- Rotala floribunda (Wight) Koehne
- Rotala fluitans Pohnert
- Rotala fontinalis Hiern
- Rotala fysonii Blatt. & Hallb.
- Rotala gerardii Boutique
- Rotala gossweileri Koehne
- Rotala halophila H.Perrier
- Rotala hexandra Koehne
- Rotala hippuris Makino
- Rotala illecebroides Koehne
- Rotala indica (Willd.) Koehne — Ротала индийская
- Rotala juniperina A.Fern.
- Rotala kasaragodensis K.S.Prasad & Raveendran
- Rotala letouzeyana Bamps
- Rotala lucalensis A.Fern. & Diniz
- Rotala macrandra Koehne — Ротала крупнотычинковая
- Rotala malabarica Pradeep et al.
- Rotala malampuzhensis R.V.Nair ex C.D.K.Cook
- Rotala meenkulamensis K.S.Prasad & Raveendran
- Rotala mexicana Cham. & Schltdl.
- Rotala myriophylloides Welw. ex Hiern
- Rotala occultiflora Koehne
- Rotala pterocalyx A.Raynal
- Rotala ramosior (L.) Koehne
- Rotala repens (Hochst.) Koehne
- Rotala ritchiei (C.B.Clarke) Koehne
- Rotala rosea (Poir.) C.D.K.Cook
- Rotala rotundifolia (Buch.-Ham. ex Roxb.) Koehne — Ротала круглолистная
- Rotala rubra (Buch.-Ham. ex D.Don) H.Hara
- Rotala sahyadrica S.P.Gaikwad et al.
- Rotala serpiculoides Welw. ex Hiern
- Rotala serpyllifolia (Roth) Bremek.
- Rotala simpliciuscula (Kurz) Koehne
- Rotala smithii A.Fern. & Diniz
- Rotala stagnina Hiern
- Rotala stipulata Blatt. & Hallb.
- Rotala subrotunda (Wall. ex Kurz) Koehne
- Rotala tenella (Guill. & Perr.) Hiern
- Rotala tenuis Koehne
- Rotala thymoides Exell
- Rotala tripartita Beesley
- Rotala tulunadensis K.S.Prasad et al.
- Rotala vasudevanii K.T.Joseph & Sivar.
- Rotala verdcourtii A.Fern.
- Rotala verticillaris L.
- Rotala wallichii (Hook.f.) Koehne
- Rotala welwitschii Exell